# Giandomenico Mesto
Giandomenico Mesto (Monopoli, 25 de maio de 1982) é um futebolista italiano que atua como lateral-direito. Atualmente, joga pelo Panathinaikos.

## Carreira
Durante a maior parte de sua carreira jogou pela Reggina, clube que o revelou, mas também jogou por Cremonese e Fermana antes de se transferir por empréstimo para a Udinese na temporada 2007–08 e posteriormente ao Genoa.
Em 31 de agosto de 2012 é anunciado como novo reforço do Napoli que pagou 1,5 milhões de euros ao Genoa pela sua contratação.
No dia 01 de fevereiro de 2015 a pedido do técnico Andrea Stramaccioni ele foi contratado pelo Panathinaikos, ele terá o vínculo com o clube da capital Atenas por 1,5 temporadas.

## Seleção Italiana
Mesto fez parte da Seleção Italiana que conquistou a medalha de bronze nos Jogos Olímpicos de Atenas 2004.